# 朝陽鳥屬
朝阳鸟是一種原始的扇尾亞綱鳥類。於 1990 年發現於中國遼寧朝陽的九佛堂組，推測體長約 10 至 15 公分。目前只有一具不完整的化石標本（編號 IVPP V9934），包括部分脊椎骨、肋骨、骨盆、胫跗骨（Tibiotarsus）等。

## 分類
2012年，古生物學家鄒晶梅與周忠和重新描述此標本，證實朝阳鸟為原始的真鳥類（Euornithes），且透過系统发生学研究否定了早期許多學者認為朝陽鳥與松嶺鳥為同一物種的說法。

## 延伸閱讀
- Luis M. Chiappe & Lawrence M. Witmer. . University of California Press. 2002. ISBN 0-520-20094-2.
- Matthew P. Martyniuk. . Pan Aves. 2012. ISBN 978-0-9885965-0-4.